# Přibyslav (Náchodi járás)
Přibyslav település Csehországban, Náchodi járásban. Přibyslav Provodov-Šonov, Jestřebí, Náchod és Nové Město nad Metují településekkel határos. Lakosainak száma 205 fő (2024. január 1.).

## Népesség
A település lakosságának változását az alábbi diagram mutatja:
| Lakosok száma | 230  | 262  | 213  | 174  | 137  | 164  | 197  | 205  | 203  | 205  |
|               | 1869 | 1890 | 1921 | 1950 | 1980 | 2001 | 2017 | 2019 | 2022 | 2024 |